# Селезениха (Тверская область)
Селезениха — деревня в Лихославльском районе Тверской области. Относится к Сосновицкому сельскому поселению.

## География
Расположена в 12 км на север от центра поселения деревни Сосновицы и в 25 км на север от районного центра Лихославля.

## История
В 1867 году в селе была построена деревянная Покровская церковь с 2 престолами.
В конце XIX — начале XX века село входило в состав Дорской волости Новоторжского уезда Тверской губернии.  
С 1929 года деревня входила в состав Анцыфаровского сельсовета Лихославльского района Тверского округа Московской области, с 1935 года — в составе Калининской области, с 1970-х годов — в составе Гуттского сельсовета, с 1994 года — в составе Гуттского сельского округа, с 2005 года — в составе Сосновицкого сельского поселения.

## Население
| 1859 | 1884 | 2002 | 2010 |
| ---- | ---- | ---- | ---- |
| 183  | ↗213 | ↘51  | ↗53  |

## Достопримечательности
В деревне находятся руинированные остатки деревянной Церкви Покрова Пресвятой Богородицы (1867), Часовня Казанской иконы Божией Матери (2015).